# Староюмраново
Староюмра́ново (рос. Староюмраново, башк. Иҫке Йомран) — присілок (у минулому село) у складі Кушнаренковського району Башкортостану, Росія. Входить до складу Расмекеєвської сільської ради.
Населення — 94 особи (2010; 115 у 2002).
Національний склад:
- татари — 59 %
- башкири — 41 %